# بودیودارون
بودیودارون (انگلیسی: Budiodarone) یک عامل ضد آریتمی و آنالوگ شیمیایی آمیودارون است که در حال حاضر در کارآزمایی‌های بالینی در حال مطالعه است. آمیودارون به عنوان موثرترین داروی ضد آریتمی موجود در نظر گرفته می شود، اما عوارض جانبی نامطلوب آن، از جمله سمیت کبدی، ریوی و تیروئید و همچنین تداخلات دارویی متعدد، استفاده از آن را منع می کند.  بودیودارون تنها از نظر ساختار با آمیودارون از طریق وجود زنجیره جانبی ثانویه بوتیل استات در موقعیت ۲ قسمت بنزوفوران متفاوت است. این زنجیره جانبی به بودیودارون اجازه می دهد نیمه عمر کوتاه تری نسبت به آمیودارون در بدن داشته باشد (۷ ساعت در مقابل ۳۵ تا ۶۸ روز) که به آن اجازه می‌دهد شروع اثر و متابولیسم سریع تری داشته باشد و در عین حال فعالیت الکتروفیزیولوژیکی مشابهی را حفظ کند. متابولیسم سریعتر بودیودارون باعث ایجاد عوارض جانبی کمتری نسبت به آمیودارون می شود که عمدتاً به دلیل کاهش سطح سمیت در بدن است.